# قرار مجلس الأمن التابع للأمم المتحدة رقم 1462
قرار مجلس الأمن التابع للأمم المتحدة رقم 1462، المتخذ بالإجماع في 30 كانون الثاني / يناير 2003، بعد إعادة التأكيد على جميع القرارات بشأن أبخازيا وجورجيا، ولا سيما القرار 1427 (2002)، مدد المجلس ولاية بعثة مراقبي الأمم المتحدة في جورجيا حتى 31 تموز / يوليو 2003.

## القرار

### أعمال
ورحب مجلس الأمن بالجهود السياسية المبذولة لحل الوضع، ولا سيما «المبادئ الأساسية لتوزيع الاختصاصات بين تبليسي وسوخومي» لتيسير المفاوضات بين جورجيا وأبخازيا. وأعرب عن أسفه لعدم إحراز تقدم في مفاوضات الوضع السياسي ورفض أبخازيا مناقشة الوثيقة، ودعا كلا الجانبين إلى التغلب على انعدام الثقة المتبادل بينهما. وقد تم إدانة كافة الخروقات لاتفاق 1994 بشأن وقف إطلاق النار والفصل بين القوات. ورحب المجلس أيضا بتخفيف حدة التوترات في وادي كودوري وتوقيع الطرفين على بروتوكول في 2 نيسان / أبريل 2002. ولوحظت مخاوف السكان المدنيين وطُلب من الجانب الجورجي ضمان سلامة بعثة مراقبي الأمم المتحدة في جورجيا وقوات رابطة الدول المستقلة في الوادي.
وحث القرار الطرفين على تنشيط عملية السلام، ودعا إلى إحراز تقدم عاجل بشأن القضايا المتعلقة باللاجئين والمشردين داخليا، وأكد مجددا على عدم قبول التغيرات الديموغرافية الناتجة عن الصراع. وحث كل من جورجيا وأبخازيا على تنفيذ التوصيات الصادرة عن بعثة تقييم مشتركة إلى منطقة غالي، ودُعيت أبخازيا على وجه الخصوص إلى تحسين إنفاذ القانون، ومعالجة الافتقار إلى تعليم المنحدرين من أصل جورجي بلغتهم الأولى، وضمان سلامة اللاجئين العائدين.
ودعا المجلس الطرفين مرة أخرى إلى اتخاذ تدابير لتحديد المسؤولين عن إسقاط طائرة هليكوبتر تابعة لبعثة مراقبي الأمم المتحدة في جورجيا في تشرين الأول / أكتوبر 2001، ورحب بالضمانات التي وُضعت منذ إسقاط الطائرة المروحية. كما طُلب من كلا الطرفين أن ينأى بنفسه عن الخطاب العسكري والجماعات المسلحة غير الشرعية. وأخيراً، طُلب من الأمين العام كوفي عنان اطلاع المجلس بانتظام على التطورات وتقديم تقرير في غضون ثلاثة أشهر عن الوضع.

## روابط خارجية
- نص القرار في undocs.org